# Kaupo Arro
Kaupo Arro (ur. 16 maja 1989) – estoński bokser, mistrz Estonii w roku 2009, 2010 oraz 2013. W roku 2011 i 2012 zdobywał wicemistrzostwo Estonii, reprezentant drużyny British Lionhearts w rozgrywkach WSB w sezonie 2012/2013.
Dwukrotnie reprezentował Estonię na Mistrzostwach Świata w roku 2011 i 2013. W 2011 w Baku odpadł w 1/32 finału, przegrywając na punkty (3:12) z Egipcjaninem Mohamedem Hikalem. Udział w 2013 w Ałmaty zakończył również na 1/32 finału, przegrywając na punkty (0:3) z reprezentantem Kenii Nickiem Abaką.
Dwukrotnie reprezentował Estonię na Mistrzostwach Europy w roku 2010 i 2013, odpadając kolejno w 1/16 i 1/8 finału.